# Waterpolo al Campionat del Món de natació de 2005
La competició de waterpolo al Campionat del Món de natació de 2005 es realitzà al Centre Aquàtic d'Île Sainte-Hélène de la ciutat de Mont-real (Canadà).

## Resum de medalles
| Event                | Or | Plata | Bronze |
| competició masculina | Sèrbia i MontenegroDenis Šefik · Petar Trbojević · Nikola Janović · Vanja Udovičić · Dejan Savić · Danilo Ikodinović · Slobodan Nikić · Vladimir Gojković · Boris Zloković · Aleksandar Šapić · Vladimir Vujasinović · Predrag Jokić · Zdravko Radić | HongriaZoltán Szécsi · Daniel Varga · Norbert Madaras · Adam Steinmetz · Tamás Kásás · Attila Vári · Gergely Kiss · Csaba Kiss · Rajmund Fodor · Marton Szivoa · Istvan Gergely · Tamás Molnár · Péter Biros           | GrèciaGeorgios Reppas · Anastasios Schizas · Dimitrios Mazis · Emmanouil Mylonakis · Theodoros Chatzitheodorou · Argyris Theodoropoulos · Christos Afroudakis · Georgios Ntoskas · Georgios Afroudakis · Stefanos-Petros Santa · Antonios Vlontakis · Manthos Voulgarakis · Nikolaos Deligiannis |
| competició femenina  | HongriaPatricia Horvath · Eszter Tomaskovics · Khrisctina Serfozo · Dora Kisteleki · Mercedes Stieber · Andrea Toth · Rita Dravucz · Krisztina Zantleitner · Orsolya Takacs · Aniko Pelle · Agnes Valkai · Fruzsina Bravik · Timea Benko             | Estats UnitsEmily Feher · Heather Petri · Ericka Lorenz · Brenda Villa · Lauren Wenger · Natalie Golda · Kristina Kunkel · Erika Figge · Jaime Hipp · Kelly Rulon · Moriah van Norman · Drue Wawrzynski · Thalia Munro | CanadàRachel Riddell · Krystina Alogbo · Whynter Lamarre · Susan Gardiner · Tara Campbell · Marie Luc Arpin · Cora Campbell · Dominique Perreault · Ann Dow · Jana Salat · Valérie Dionne · Christine Robinson · Johanne Bégin                                                                   |

## Medaller
| Posició | País                | Or | Plata | Bronze | Total |
| 1       | Hongria             | 1  | 1     | 0      | 2     |
| 2       | Sèrbia i Montenegro | 1  | 0     | 0      | 1     |
| 3       | Estats Units        | 0  | 1     | 0      | 1     |
| 4       | Canadà              | 0  | 0     | 1      | 1     |
| 4       | Grècia              | 0  | 0     | 1      | 1     |
| Total   | Total               | 2  | 2     | 2      | 6     |